# Band in a Bus
Band in a Bus es un reality de 2008 de la banda estadounidense de pop-rock, los Jonas Brothers. Fue filmado durante el tour Look Me In The Eyes.
Diez episodios, cada uno aproximadamente de una duración de tres minutos, fue producido y disponible exclusivamente por Verizon Wireless como descargas por V Cast teléfonos móviles.

## Sinopsis
Band in a Bus muestra a los Jonas Brothers interactuando uno al otro y viviendo en su autobús. Dirigido por Matthew T. Gannon y Michael Sarner, el video documental contiene imágenes de la banda, así como a los hermanos grabando su álbum musical A Little Bit Longer.
Diez episodios han sido lanzados:
- "Rock" in a Bus
- Big Rob Productions
- (Tonight) and Today
- Going Crazy
- We'll All Be Fine
- Video (Hometown) Girl
- Planes, Buses & Suv'
- One Family
- Saltmine
- Lovebug

## Reparto
- Joe Jonas
- Nick Jonas
- Kevin Jonas